# دولياني (صربيا)
كانت مدينة دولياني (بالصربية السريالية: Дољани) عبارة عن مستوطنة تم إخلاؤها من سكانها وتقع بالقرب من أوستروزنيتشا في منطقة بلغراد (صربيا).

## الموقع
كانت دولياني مستوطنة تقع بالقرب من أوستروزنيتشا. وكانت تقع حول الجزء العلوي من مجرى نهر دولجانسكي بوتوك بين فلكيا موستانيتشا وميلجاك وسيرمسيتشا جنوب أوستروزنيتشا.

## تاريخ المستوطنة
من المعروف أنه تم إخلاء مدينة دولياني من سكانها أثناء الانتفاضة الصربية الأولى. وكان كارادوردي هو من أَخلى سكانها بسبب الطاعون. ومن المعروف أن اكيم دولجاناتش، وهو معاون كارادوردي المُقرب، وأسلاف عائلة دولجانزيفيتش قد انتقلوا إلى أوستروزنيتشا في نفس الوقت.

## المؤلفات
- Bačko Aleksandar, Maleševci – clan with family feast on st. Ignatius day, Association of citizens “Serbian despot”, Series of Serbian ethnography and history, vol. 1, Belgrade 2007. (in Serbian: Малешевци – род који слави св. Игњатија)
- Nikolić Rista T, Belgrade area, Serbian academy of sciences and arts, Serbian ethnographical series, vol. 5, Settlements and origin of inhabitants, vol. 2, Belgrade 1903. (in Serbian: Околина Београда)

## وصلات خارجية
- Maleševci internet presentation

‌